# Corn Ranch
Corn Ranch (ou Rancho de Milho em português) é um base aeroespacial localizada na cidade de Van Horn, no estado do Texas, nos Estados Unidos da América. Em Corn Ranch, são realizados testes de voo do New Shepard pela empresa estadunidense de astronáutica Blue Origin. O primeiro teste de voo ocorreu no dia 13 de novembro de 2006 com o objetivo de no futuro proporcionar voos espaciais para fins turísticos.